# Medycyna fizykalna
Medycyna fizykalna – dział medycyny, mający zastosowanie w fizjoterapii, gdzie łączy w sobie zagadnienia metod fizycznych wykorzystywanych w celach leczniczych, zapobiegawczych i diagnostycznych. Dziedzina ta pozostaje w ścisłej współpracy z teoretycznymi oraz klinicznymi osiągnięciami innych działów medycyny oraz wieloma innymi pobocznymi dziedzinami – fizyki, techniki i nauk przyrodniczych. W Polsce konsultantem krajowym balneologii i medycyny fizykalnej od 3 kwietnia 2023 jest lek. med. Aleksandra Sędziak.